# باسيجين
بروتين باسيجين (بي إس جي) والمعروف أيضًا باسم محفز البروتيناز الفلزي للمطرس خارج الخلوي (إي إم إم بي آر آي إن) أو عنقود التمايز 147 (سي دي 147) هو بروتين بشري يُرمز له بالـمورثة بي إس جي. ويُعد هذا البروتين محددًا لنظام الزُّمَرِة الدموية أوه كيه، وقد اتضح أن بروتين باسيجين مستقبل أساسي في خلايا الدم الحمراء لطفيلي الملاريا البشري (المتصورة المنجلية).

## الوظيفة
يُعد بروتين باسيجين عضوًا في فوق فصيلة الغلوبولين المناعي، وترتبط بنيته بالشكل البَدْئِيّ المفترض للفصيلة، وكما يلعب أعضاء فوق فصيلة الغلوبولين المناعي أدوارًا رئيسة في التعرف البيخلوي الذي تتضمنه مختلف الظواهر والتمايزات والتطورات المناعية، فإنه يُعتقد أيضًا أن بروتين باسيجين يلعب دورًا في التعرف البيخلوي (مياوتشي وآخرون 1991، وكانيكورا وآخرون 1991).
يقوم الباسيجين بالعديد من الوظائف، ففضلاً عن قدرته على تحفيز البروتيناز الفلزي، ينظم الباسيجين أيضًا العديد من الوظائف البارزة مثل: مراحل تكوين الحيوانات المنوية والتعبير عن ناقل الكاربوكسيلات الأحادية واستجابة لخلايا اللمفية.
ويُعد الباسيجين مستقبلاً غشائيًا مدمجًا من النوع الأول وبه العديد من الربيطات، ومنها فصيلة بروتينات السيكلوفيلين (CyP :(Cyp-أ وCyP-ب وبعض الإنتغرينات المحددة، ويتم التعبير عنه من خلال أنواع كثيرة من الخلايا منها الخلايا الظهارية والخلايا البطانية الغشائية وخلايا الدم البيضاء. ويحتوي بروتين باسيجين البشري على 269 حمضًا أمينيًا يشكلون نطاقان شبيهان بالغلوبولين المناعي من نوع ج2 ومرتبطان بالغليكوزيل بدرجةٍ كبيرة عند قسم النهاية المطرافية النيتروجينية خارج الخلية. وهناك شكل ثانٍ من الباسيجين يتميز أيضًا بأنه يحتوي على نطاقٍ إضافي شبيه بالغلوبولين المناعي في القسم الموجود خارج الخلية.

## التآثُرات
اتضح أن الباسيجين يتآثر مع بروتين اليوبيكويتين ج،
وبالإضافة إلى ذلك استطاع الباسيجين تشكيل مُركب مع ناقلات الكاربوكسيلات الأحادية في شبكية الفأر، ويبدو أنه مطلوب لتحديد الوضع المناسب لمدد الدوران الوسطية (MCTs) في الغشاء؛ بالنسبة للفأر عديم الواسمات الباسيجينية، فقد يكون فشل اندماج مدد الدوران الوسطية مع الغشاء مرتبطًا بصورة مباشرة بفشل نقل المغذيات في الظِهارَة المُصْطَبِغة الشبكية (حيث إن اللاكتات التي تنقلها مدد الدوران الوسطية 1 و3 و4 هي مغذيات ضرورية وأساسية لتطوير الظِهارَة المُصْطَبِغة الشبكية (RPE))، مما يؤدي إلى فقدان الرؤية عند الحيوان عديم الواسمات.

## دوره في الملاريا
لقد اكتُشِف مؤخرًا (في نوفمبر 2011) أن بروتين الباسيجين هو المستقبل الأساسي الذي تقصده معظم ذراري المتصورة المنجلية لغزو خلايا الدم الحمراء، وتُعتبر هذه الذراري أكثر الأنواع المُفَوَّعة لطفيلي الـمتصورة الذي يسبب مرض الملاريا لدى البشر. ومن المأمول اكتشاف لقاح أفضل يواجه داء الملاريا من خلال تطوير أجسام مضادة لربيطة الطفيلي لبروتين الباسيجين المستقبل (آر إتش 5)،؛ حيث يرتبط الباسيجين ببروتين بي إف آر إتش 5 على سطح طفيلي الملاريا.

## وصلات خارجية
- Ok blood group system at BGMUT Blood Group Antigen Gene Mutation Database at المركز الوطني لمعلومات التقانة الحيوية, NIH